# Badreddine Souyad
Badreddine Souyad (en arabe : بدر الدين سوياد, en tifinagh : ⴱⴰⴷⵔⴻⴷⴷⵉⵏⴻ ⵙⵓⵢⴰⴷ) est un footballeur algérien né le 3 mai 1995 à Alger. Il évolue au poste de défenseur central au CR Belouizdad.

## Carrière

### En clubs
En mai 2018, en provenance du RC Arbaâ en troisième division algérienne, il rejoint la JS Kabylie, pour trois saisons.
Il prend part à la Coupe de la confédération 2020-2021, avec la JS Kabylie, où il joue 15 matchs et inscrivant quatre buts, dans cette compétition, s'inclinant en finale.
Il remporte la Coupe de la Ligue algérienne 2020-2021, avec la JSK.
En fin de contrat et libéré par la JSK, en août 2021, il s'engage, avec le club marocain du MC Oujda, pour deux saisons.
Libéré par le MC Oujda pour faible rendement lors de la phase aller de la saison 2021-2022 du championnat marocain, en février 2022, il revient à la JS Kabylie s'engager, jusqu'en janvier 2024. En juillet 2023, il prolonge son contrat, avec la JSK, jusqu'à la fin de la saison 2024-2025. En juillet 2024, il est libéré, par la JS Kabylie.

## Statistiques

### En club
| Saison                | Club                  | Championnat           | Championnat | Championnat | Championnat | Coupe(s) nationale(s) | Coupe(s) nationale(s) | Coupe(s) nationale(s) | Compétition(s) continentale(s) | Compétition(s) continentale(s) | Compétition(s) continentale(s) | Compétition(s) continentale(s) | Total | Total | Total |
| Saison                | Club                  | Division              | M.          | B.          | P.d.        | M.                    | B.                    | P.d.                  | Comp.                          | M.                             | B.                             | P.d.                           | M.    | B.    | P.d.  |
| 2016-2017             | RC Arbaa              | Ligue 2               | 21          | 2           | 0           | -                     | -                     | -                     | -                              | -                              | -                              | -                              | 21    | 2     | 0     |
| 2018-2019             | JS Kabylie            | Ligue 1               | 13          | 0           | 0           | -                     | -                     | -                     | -                              | -                              | -                              | -                              | 13    | 0     | 0     |
| 2019-2020             | JS Kabylie            | Ligue 1               | 19          | 1           | 1           | 1                     | 0                     | 0                     | C1                             | 7                              | 0                              | 0                              | 27    | 1     | 1     |
| 2020-2021             | JS Kabylie            | Ligue 1               | 26          | 0           | 0           | 3                     | 0                     | 1                     | C2                             | 15                             | 4                              | 0                              | 44    | 4     | 1     |
| Sous-total            | Sous-total            | Sous-total            | 58          | 1           | 1           | 4                     | 0                     | 1                     | -                              | 22                             | 4                              | 0                              | 84    | 5     | 2     |
| 2021-2022             | MC Oujda              | Ligue 1               | 12          | 0           | 0           | -                     | -                     | -                     | -                              | -                              | -                              | -                              | 12    | 0     | 0     |
| 2021-2022             | JS Kabylie            | Ligue 1               | 13          | 0           | 0           | -                     | -                     | -                     | -                              | -                              | -                              | -                              | 13    | 0     | 0     |
| 2022-2023             | JS Kabylie            | Ligue 1               | 17          | 0           | 0           | -                     | -                     | -                     | C1                             | 7                              | 1                              | 0                              | 24    | 1     | 0     |
| 2023-2024             | JS Kabylie            | Ligue 1               | 22          | 1           | 0           | -                     | -                     | -                     | -                              | -                              | -                              | -                              | 22    | 1     | 0     |
| Sous-total            | Sous-total            | Sous-total            | 52          | 1           | 0           | -                     | -                     | -                     | -                              | 7                              | 1                              | 0                              | 59    | 2     | 0     |
| 2024-2025             | CR Belouizdad         | Ligue 1               | 2           | 0           | 0           | -                     | -                     | -                     | C1                             | 2                              | 0                              | 0                              | 4     | 0     | 0     |
| Total sur la carrière | Total sur la carrière | Total sur la carrière | 145         | 4           | 1           | 4                     | 0                     | 1                     | -                              | 31                             | 5                              | 0                              | 180   | 9     | 2     |

## Palmarès

### En club
- Vainqueur de la Coupe de la Ligue 2020-2021 avec la JS Kabylie.
- Finaliste de la Coupe de la confédération 2020-2021 avec la JS Kabylie.